# Probole laticincta
Probole laticincta là một loài bướm đêm trong họ Geometridae.